# Victoria (Malaisie)
Pour les articles homonymes, voir Victoria.
Victoria ou Bandar Labuan est une ville de Malaisie, capitale et plus grande ville du territoire fédéral de Labuan. Elle se trouve sur la côte méridionale de l'île de Labuan, face à l'île de Bornéo. Elle est reliée par ferry à Bandar Seri Begawan, capitale du Brunei, et à Kota Kinabalu, capitale de l'État malais de Sabah ; elle dispose d'un aéroport.